# John Duigan
John Duigan (nacido el 19 de junio de 1949) es un director de cine y guionista australiano. Es conocido principalmente por sus dos películas autobiográficas The Year My Voice Broke y Flirting, y la película de 1994 Sirens, protagonizada por Hugh Grant.

## Biografía
Duigan nació en Hartley Wintney, Hampshire, Inglaterra, de padre australiano, y emigró a Australia en 1961. Está relacionado con muchos artistas australianos, siendo hermano de la novelista Virginia Duigan (esposa del director Bruce Beresford) y tío de Trilby Beresford.
Duigan estudió en la Universidad de Melbourne, donde residió en el Ormond College y se graduó en 1973 con una maestría en Filosofía. Mientras estaba en la universidad, trabajó extensamente como actor y director de teatro, y actuó en varias películas (incluidas Brake Fluid, Bonjour Balwyn y Dalmas).
Comenzó a dirigir películas en 1974, con éxitos iniciales como Mouth to Mouth, ganadora del premio del jurado en los premios del Instituto Australiano de Cine (AFI) y Winter of our Dreams, por la que ganó un premio del Sindicato de Escritores de Australia al Mejor Guion. Su película de 1981 Winter of Our Dreams entró en el 13º Festival Internacional de Cine de Moscú.
En 1987 le siguió la multipremiada miniserie Vietnam; fue uno de los primeros papeles importantes de Nicole Kidman. Posteriormente, Duigan trabajó en Estados Unidos y Europa, regresando a Australia para realizar Sirens, ganadora del premio a la Mejor Película en el Festival de Cine de San Petersburgo.
En Estados Unidos dirigió Romero, protagonizada por Raúl Julia, que obtuvo el Premio Humanitas, e Inocencia rebelde, ganadora de numerosos premios en festivales europeos. En Inglaterra dirigió The Leading Man, a partir de un guion de su hermana Virginia, The Parole Officer con Steve Coogan, y en Canadá/Francia/Reino Unido Head in the Clouds con Charlize Theron y Penélope Cruz, ganadora en Canadá de cuatro Premios Genie y Mejor Película en el Festival de Cine de Milán.
Entre 2005 y 2010, se tomó un tiempo libre de la industria cinematográfica para trabajar en un libro sobre ética secular y regresó a Australia para dirigir Careless Love en 2011/12.

## Filmografía

### Director
- The Firm Man (1975)
- The Trespassers (1976)
- Mouth to Mouth (1978)
- Dimboola (1979)
- Winter of Our Dreams (1981)
- Far East (1982)
- One Night Stand (1984)
- Winners (1985, serie de televisión) - episode "Room to Move"
- Room to Move (1987, película de televisión)
- The Year My Voice Broke (1987)
- Vietnam (1987)
- Fragments of War: The Story of Damien Parer (1988, televisión)
- Romero (1989)
- Flirting (1991)
- Wide Sargasso Sea (1993)
- Sirens (1994)
- The Journey of August King (1995)
- The Leading Man (1996)
- Inocencia rebelde (1997)
- Molly (1999)
- Paranoid (2000)
- The Parole Officer (2001)
- Head in the Clouds (2004)
- Careless Love (2012)

### Actor
- Bonjour Balwyn (1971)

### Guionista
- Sight (2023)